# Edvard Lindberg
Johan Edvard Lindberg, född 24 augusti 1865 i Högsby socken, död 5 maj 1961 i Stockholm, var en svensk missionär.
Edvard Lindberg var son till lantbrukaren Johannes Carlsson. Han växte upp i ett religiöst hem och började arbeta som murare, samtidigt som han studerade vid Stockholms borgarskola och Stockholms tekniska institut för utbildning till byggnadsingenjör. 1886 anslöt han sig till Svenska baptistsamfundet och bestämde sig för att bli missionär. Efter studier vid Betelseminariet 1887–1891 och förberedande utbildning vid Jabneal Mission School i London 1891 begav sig Lindberg till Kina 1892. Efter tre års språkstudier i Shandong flyttade han till Kiao-chou, där han till 1895 verkade tillsammans med Karl Vidgren och sedan ensam fram till 1904, då han utsågs till föreståndare för den av honom nygrundade missionsstationen i Chucheng. Med undantag för korta besök i Sverige fortsatte han att verka vid stationen fram till 1946. Lindberg utgav bland annat Om kinesernas fädernedyrkan (1901) och Baptisternas kinamissioner (1913).